# Пам'ятна медаль 25-ї річниці одруження імператора Мейдзі
Пам'ятна медаль 25-ї річниці одруження імператора Мейдзі — медаль Японської імперії.

## Історія
Медаль заснована імператорським едиктом №23 від 6 березня 1894 року з приводу 25-ї річниці весілля імператора Мейдзі та імператриці Сьокен. Перша медаль Японії, яка отримала жіночу версію. Медаль із золота призначалася для членів імператорської сім'ї та принців, срібна — для інших учасників церемонії.

## Опис
Едикт про заснування нагороди:
«Перше. Пам'ятні медалі на честь 25-ї річниці одруження імператора Мейдзі виготовляються із золота та срібла.
Друге. Вказані медалі вручаються тим, хто був учасником церемонії з нагоди 25-ї річниці цього весілля.
Третє. Медаль має круглу форму. На аверсі зображений герб хризантеми, два журавлі з гілками сосни (у Японії сосна символ довголіття), праворуч і ліворуч від них — гілки гліцинії. На реверсі — напис «медаль на згадку про 25-у річницю великого одруження, Велика Японська імперія, Мейдзі 27-й рік, 3-й місяць (березень 1894)» відповідно. Стрічка — червона, по центру –—одна поздовжня помаранчева смуга.
Четверте. Медаль призначається для того, хто нею нагороджений, носиться ним протягом усього життя. Може бути збережена у його нащадків, як це зазначено в едикті №63 від 1881 р., медаль носиться на стрічці, на лівому боці грудей грудей, а дамам — на стрічці у формі банта.»
Медаль має діаметр 30 мм. Стрічка — шириною 37 мм, виготовлена з червоного муарового шовку, з 10-ти міліметровою помаранчевою смужкою по центру.
Футляр медалі виготовлений з японської магнолії хоноки, покритий чорним лаком. На кришці футляра — рамка з гілок гліцинії та шістнадцятилистна хризантема, все виконане срібною фарбою.

## Галерея

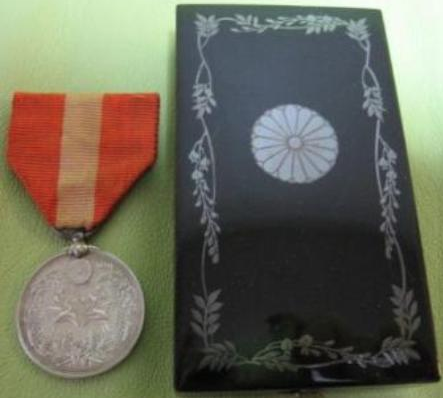
Медаль 2-го класу і футляр
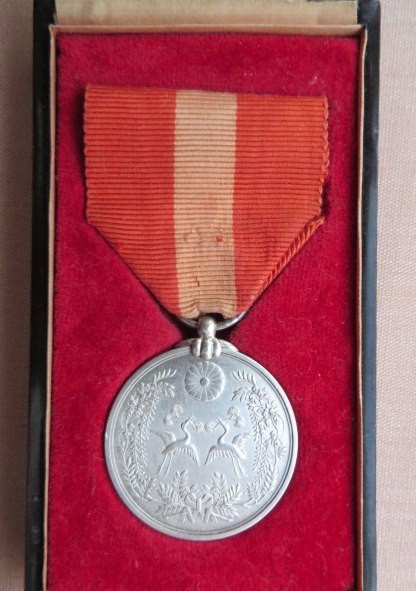
Медаль 2-го класу в футлярі
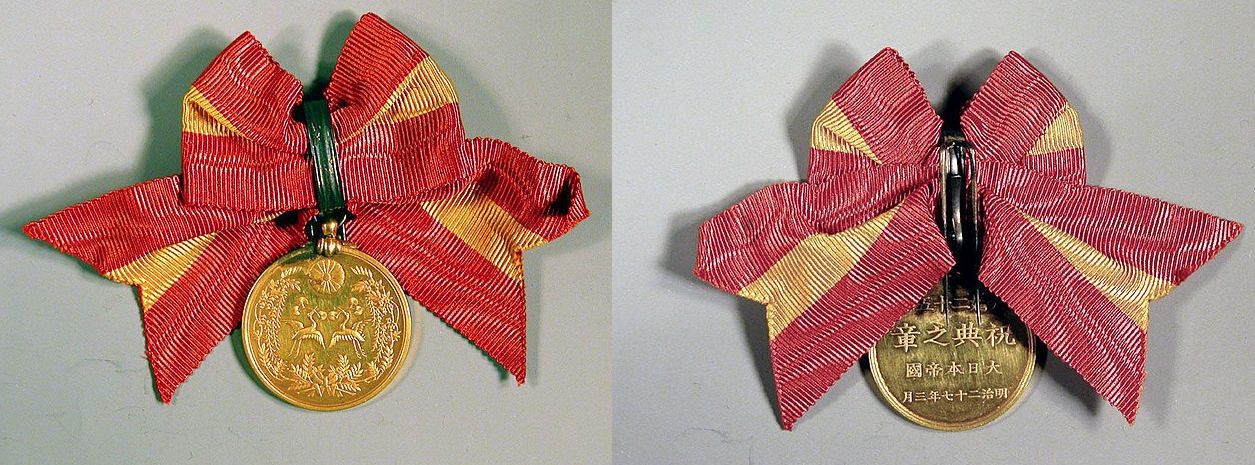
Жіноча версія медалі 1-го класу
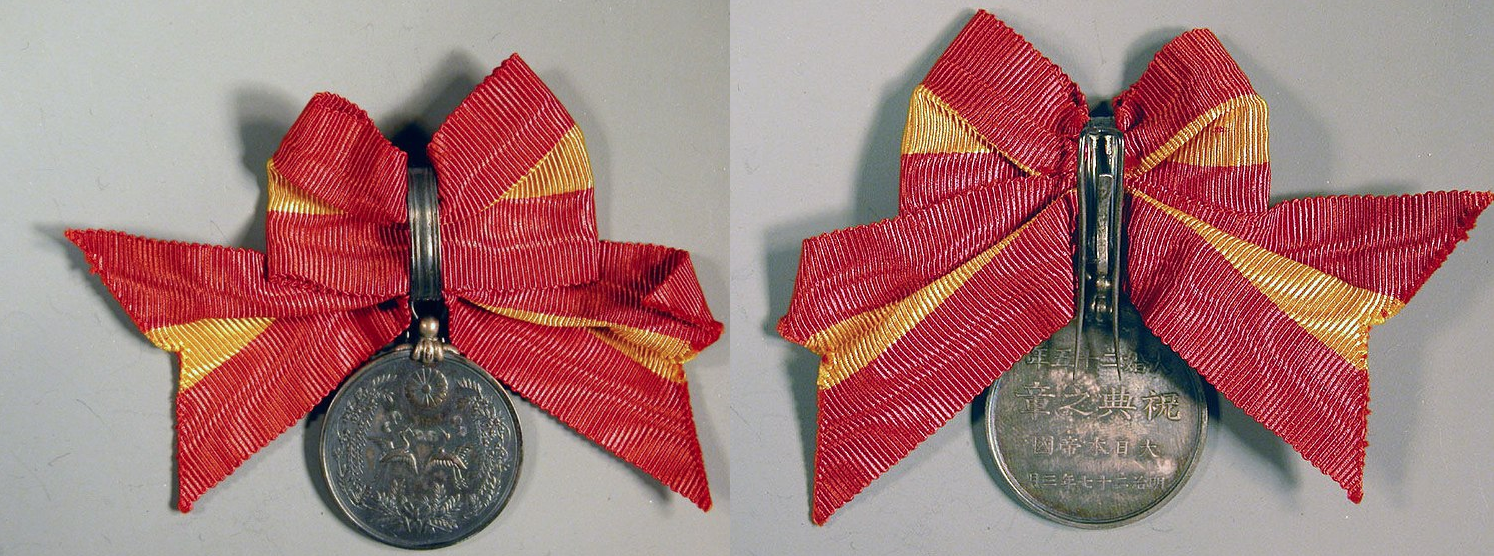
Жіноча версія медалі 2-го класу
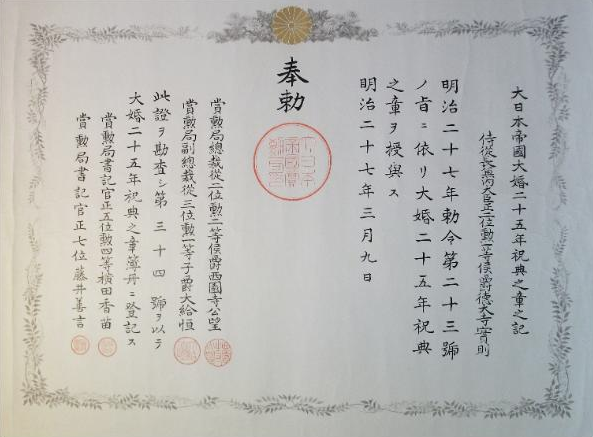
Нагородний лист медалі